# Gingicithara ponderosa
Gingicithara ponderosa é uma espécie de gastrópode do gênero Gingicithara, pertencente a família Mangeliidae.